# Dešná, Zlín
Dešná là một làng thuộc huyện Zlín, vùng Zlínský, Cộng hòa Séc.